# Janek Koza
Janek Koza (ur. 1970 we Wrocławiu) – polski rysownik, autor komiksów, artysta wideo, twórca animacji, malarz. 
Absolwent wydziału malarstwa na Akademii Sztuk Pięknych we Wrocławiu. Dyplom uzyskał w pracowni Stanisława Kortyki w 1995. Po studiach przez pewien czas pracował jako asystent w Katedrze Wiedzy Wizualnej macierzystej uczelni. Janek Koza jest pseudonimem artystycznym (niekiedy podpisywał prace jako mgr Jan Koza). Związany był z galerią Entropia, brał udział w grupowej wystawie Frisier wunder. Obrazy wystawiał m.in. w Centrum Sztuki Współczesnej w Warszawie, Muzeum Sztuki w Łodzi, klubie Mózg w Bydgoszczy i Muzeum Narodowym w Poznaniu. Animacje pokazywane były m.in. w TV3, a potem w Canal + i MTV. Komiksy publikowały m.in. „Aktivist”, „Arena Komiks”, „Przekrój” i „Machina”. Janek Koza jest stałym rysownikiem „Polityki”. 

## Filmografia
- Liryka erotyczna (serial, osiem odcinków) (1993/1994)
- Konsumpcja (1995)
- Sonet letni (1995)
- Szaleństwo (1995)
- Kiełbasa (1995)
- Erotyczne zwierzenia (serial, dziewięć odcinków) (1996)
- Cud (1996)
- Witamy sponsorów (1997)
- Szczepan i Irenka (serial) (1998/1999)
- Welcome in Cybersex (1999)
- Psy (2000)
- Z pamiętnika młodej lekarki – konsumpcja (2000)
- ZTV – telewizja dla zwierząt (2001)
- Próżnia (2001)
- Physical Love – Sunday Morning (teledysk) (2006)
- Pustki – Parzydełko (teledysk) (2008)
- the KURWS – Ani lepiej, ani gorzej (teledysk) (2011)

## Albumy komiksowe
- Erotyczne zwierzenia (Kultura Gniewu, 2003; rysunek, scenariusz) ISBN 83-908907-8-X
- Antologia piłkarska – Wszystko, co chcielibyście wiedzieć o piłce... (2006; rysunek, scenariusz)
- Wszystko źle (Kultura Gniewu, 2007; rysunek, scenariusz) ISBN 978-83-60915-08-0
- Polaków uczestnictwo w kulturze – Raport z badań 1996-2012 (Centrala – Central Europe Comics Art, 2012; rysunek, scenariusz) ISBN 978-83-934751-1-7
- Przyjaciele (Kultura Gniewu 2020, rysunek) ISBN 978-83-66128-46-0